# Камп за преспавати 2: Несрећни кампери
Камп за преспавати 2: Несрећни кампери (енгл. Sleepaway Camp II: Unhappy Campers) амерички је слешер хорор филм из 1988. године, редитеља и продуцента Мајкла Симпсона, са Памелом Спрингстин у улози Анџеле Бејкер, коју је у претходном делу тумачила Фелиса Роуз. Представља наставак филма Камп за преспавати (1983) и радња је смештена пет година након догађаја из првог дела.
Филм поседује елементе црног хумора и представља омаж бројним слешерима из периода 1980-их, међу којима су превасходно серијали Петак тринаести, Страва у Улици брестова и Тексашки масакр моторном тестером. На постеру филма је приказана Анџела Бејкер која у свом ранцу носи маску Џејсона Ворхиса и рукавицу Фредија Кругера, док је у једној од сцена обучена као Ледерфејс.
Камп за преспавати 2 је премијерно приказан 26. августа 1988. Добио је веома помешане оцене критичара. Већ наредне године снимљен је нови наставак, под насловом Камп за преспавати 3: Тинејџерска пустош.

## Радња
Пет година након догађаја из првог дела, Анџела Бејкер се наводно излечила у психијатријској болници и сада се представља као Анџела Џонсон. Међутим, када добије посао у летњем кампу и тинејџери почну да је нервирају својим понашањем, Анџела се враћа својим старим данима и наставља крвави пир од пре пет година...

## Улоге
| Глумац              | Улога                         |
| ------------------- | ----------------------------- |
| Памела Спрингстин   | Анџела Џонсон / Анџела Бејкер |
| Рене Естевез        | Моли Нејгл                    |
| Тони Хигинс         | Шон Вајтмор                   |
| Валери Хартман      | Али                           |
| Брајан Патрик Кларк | Ти Си                         |
| Волтер Готел        | ујка Џон                      |
| Сузан Мери Снајдер  | Мар                           |
| Тери Хобс           | Роб Даринко                   |
| Кендал Бин          | Деми                          |
| Џули Марфи          | Леа                           |
| Керол Чејмберс      | Брук Шот                      |